# Censo del Reino Unido de 2001
El Census 2001 se realizó en el Reino Unido el domingo 29 de abril de 2001.
Reveló una población de 58.789.194 habitantes.
Fue organizado por la Oficina de Estadísticas Nacionales ONS en Inglaterra y Gales, la Oficina General del Registro GROS para Escocia y la Agencia de Investigación y Estadísticas NISRA en Irlanda del Norte.
Los resultados se ofrecen por regiones, áreas, y zonas. Están disponibles en sus respectivas páginas web.
Se realizó por correo, enviando 81.000 agentes a aquellos sitios donde no se recibió respuesta. Se estima que se obtuvieron datos del 95% sobre el total.
Su organización empezó en 1993 y costó 259 millones de libras.
Se obtuvieron datos sobre población, religión, edad, y raza.